# Brasão de armas da Somalilândia
O brasão de armas da Somalilândia, antigo protectorado da Somália, foi introduzido a 14 de Outubro de 1996 juntamente com a bandeira da Somalilândia, quando foi aprovado pela Conferência Nacional. A Somalilândia, que declarou a sua independência a 18 de Maio de 1991, ainda não é reconhecida por nenhum outro país.

## Descrição
Aprovado pela Constituição da Somalilândia a 31 de Maio de 2001, o emblema é composto por uma balança equilibrada que simboliza a justiça entre o povo Somali; a águia cor de café suporta a balança em sinal de democracia; o aperto de mãos representa o igualitarismo e a liberdade política; um ramo de oliveira simboliza a paz; o fundo amarelo representa a brilhante e bela cultura do povo da Somalilândia. No escrito em caligrafia árabe por cima da balança lê-se a Basmala, que traduzido para português significa: Em nome de Alá, Graciosíssimo, Misericordiosíssimo. Isto, simboliza o Islão, a religião oficial praticada na Somalilândia. Originalmente, aparecia escrita a expressão Allahu Akbar (Deus é grande) no peito da águia, e a Baslama a castanho. Por razões desconhecidas, substituiu-se a Allahu Akbar por uma imagem dourada e mudou-se a cor da Baslama de castanho para vermelho.

## Brasões da Somalilândia Britânica

1903-1950
1950-1960